# Olympiakos Syndesmos Filathlōn Peiraiōs 2017-2018
Questa voce raccoglie le informazioni riguardanti l'Olympiakos nelle competizioni ufficiali della stagione 2017-2018.

## Maglie e sponsor
Il fornitore tecnico per la stagione 2017-2018 è Adidas. Gli sponsor ufficiali sono Stoiximan e UNICEF (sul retro).
| 1ª divisa | 2ª divisa | 3ª divisa |

## Rosa
| N. |                     | Ruolo | Calciatore               |
| -- | ------------------- | ----- | ------------------------ |
| 1  | Grecia (bandiera)   | P     | Eleutherios Choutesiōtīs |
| 2  | Brasile (bandiera)  | D     | Igor Silva               |
| 3  | Spagna (bandiera)   | D     | Alberto Botía            |
| 4  | Togo (bandiera)     | C     | Alaixys Romao            |
| 6  | Grecia (bandiera)   | C     | Panagiōtīs Tachtsidīs    |
| 7  | Grecia (bandiera)   | C     | Kōstas Fortounīs         |
| 8  | Belgio (bandiera)   | C     | Vadis Odjidja-Ofoe       |
| 9  | Serbia (bandiera)   | A     | Uroš Đurđević            |
| 10 | Germania (bandiera) | C     | Marko Marin              |
| 11 | Belgio (bandiera)   | A     | Kevin Mirallas           |
| 12 | Croazia (bandiera)  | P     | Ivica Ivušić             |
| 13 | Belgio (bandiera)   | C     | Guillaume Gillet         |
| 14 | Norvegia (bandiera) | D     | Omar Elabdellaoui        |
| 17 | Iran (bandiera)     | A     | Karim Ansarifard         |
| 19 | Croazia (bandiera)  | D     | Hrvoje Milić             |
| 20 | Iran (bandiera)     | D     | Ehsan Hajsafi            |
| 23 | Grecia (bandiera)   | D     | Leonardo Koutrīs         |
| 24 | Belgio (bandiera)   | P     | Silvio Proto             |

| N. |                       | Ruolo | Calciatore              |
| -- | --------------------- | ----- | ----------------------- |
| 25 | Grecia (bandiera)     | A     | Nikos Vergos            |
| 26 | Serbia (bandiera)     | D     | Jagoš Vuković           |
| 27 | Grecia (bandiera)     | P     | Stefanos Kapino         |
| 28 | Portogallo (bandiera) | C     | André Martins           |
| 29 | Nigeria (bandiera)    | A     | Emmanuel Emenike        |
| 31 | Comore (bandiera)     | A     | El Fardou Ben Nabouhane |
| 32 | Grecia (bandiera)     | C     | Thanasīs Androutsos     |
| 33 | Marocco (bandiera)    | C     | Mehdi Carcela-González  |
| 40 | Belgio (bandiera)     | D     | Björn Engels            |
| 43 | Grecia (bandiera)     | D     | Dīmītrīs Nikolaou       |
| 44 | Serbia (bandiera)     | C     | Saša Zdjelar            |
| 66 | Senegal (bandiera)    | D     | Pape Abou Cissé         |
| 77 | Portogallo (bandiera) | D     | Diogo Figueiras         |
| 80 | Grecia (bandiera)     | A     | Marios Vrousai          |
| 90 | Colombia (bandiera)   | C     | Felipe Pardo            |
| 92 | Brasile (bandiera)    | A     | Sebá                    |
| 99 | Grecia (bandiera)     | P     | Dīmītrīs Skafidas       |

## Calciomercato

### Sessione estiva
| Acquisti         | Acquisti                | Acquisti          | Acquisti               |
| R.               | Nome                    | da                | Modalità               |
| ---------------- | ----------------------- | ----------------- | ---------------------- |
| P                | Silvio Proto            | Ostenda           | definitivo             |
| D                | Pape Abou Cissé         | Ajaccio           | fine prestito          |
| D                | Omar Elabdellaoui       | Hull City         | fine prestito          |
| D                | Björn Engels            | Club Bruges       | definitivo (7,1 mln €) |
| D                | Dīmītrīs Goutas         | Kortrijk          | fine prestito          |
| D                | Leonardo Koutrīs        | PAS Giannina      | definitivo (0,6 mln €) |
| D                | Hrvoje Milić            | Fiorentina        | definitivo (1,5 mln €) |
| D                | Dīmītrios Siovas        | Leganés           | fine prestito          |
| D                | Kōstas Tsimikas         | Esbjerg           | fine prestito          |
| D                | Praxitelīs Vouros       | Levadeiakos       | fine prestito          |
| D                | Jagoš Vuković           | Konyaspor         | definitivo (2 mln €)   |
| C                | Mehdi Carcela-González  | Granada           | prestito               |
| C                | Giannīs Gianniōtas      | APOEL             | fine prestito          |
| C                | Guillaume Gillet        | Nantes            | definitivo (1 mln €)   |
| C                | Pajtim Kasami           | Nottingham Forest | fine prestito          |
| C                | Dīmītrīs Kolovos        | Malines           | fine prestito          |
| C                | Qazim Laçi              | Levadeiakos       | fine prestito          |
| C                | Vadis Odjidja-Ofoe      | Legia Varsavia    | definitivo (2,5 mln €) |
| C                | Felipe Pardo            | Nantes            | fine prestito          |
| C                | Manōlīs Siōpīs          | Paniōnios         | fine prestito          |
| C                | Panagiōtīs Tachtsidīs   | Torino            | definitivo (0,7 mln €) |
| C                | Saša Zdjelar            | Maiorca           | fine prestito          |
| A                | El Fardou Ben Nabouhane | Paniōnios         | fine prestito          |
| A                | Uroš Đurđević           | Partizan          | definitivo (2,5 mln €) |
| A                | Emmanuel Emenike        | Fenerbahçe        | definitivo (2,5 mln €) |
| A                | Nikos Vergos            | Castilla          | fine prestito          |
| Altre operazioni |                         |                   |                        |
| R.               | Nome                    | da                | Modalità               |
| P                | Andreas Gianniōtīs      | Paniōnios         | fine prestito          |
| P                | Thōmas Triantafyllos    | Kerkyra           | fine prestito          |
| D                | Mark Asigba             | GAS Veria         | fine prestito          |
| D                | Antonis Karageorgis     | Kallonī           | fine prestito          |
| D                | Epaminondas Pantelakis  | Chania-Kissamikos | fine prestito          |
| D                | Spyros Risvanīs         | Paniōnios         | svincolato             |
| D                | Manōlīs Saliakas        | Karmiōtissa       | fine prestito          |
| C                | Nicolás Martínez        | Western Sydney    | fine prestito          |
| C                | Theofanīs Tzandarīs     | Koper             | fine prestito          |
| A                | Anastasios Karamanos    | Feirense          | fine prestito          |

| Cessioni         | Cessioni               | Cessioni            | Cessioni               |
| R.               | Nome                   | a                   | Modalità               |
| ---------------- | ---------------------- | ------------------- | ---------------------- |
| P                | Nicola Leali           | Juventus            | fine prestito          |
| D                | Aly Cissokho           | Aston Villa         | fine prestito          |
| D                | Manuel da Costa        | İstanbul Başakşehir | definitivo             |
| D                | Dīmītrīs Goutas        | Sint-Truiden        | prestito               |
| D                | Juan Carlos Paredes    | Watford             | fine prestito          |
| D                | Panagiōtīs Retsos      | Bayer Leverkusen    | definitivo (17,5 mln)  |
| D                | Dīmītrios Siovas       | Leganés             | definitivo (3 mln €)   |
| D                | Kōstas Tsimikas        | Willem II           | prestito               |
| D                | Bruno Viana            | Braga               | prestito               |
| D                | Praxitelīs Vouros      | APOEL               | definitivo             |
| C                | Andreas Bouchalakīs    | Nottingham Forest   | definitivo             |
| C                | Esteban Cambiasso      |                     | svincolato             |
| C                | Tarik Elyounoussi      | Qarabağ             | prestito               |
| C                | Giannīs Gianniōtas     | Real Valladolid     | prestito               |
| C                | Pajtim Kasami          | Sion                | definitivo             |
| C                | Dīmītrīs Kolovos       | Malines             | definitivo (0,7 mln €) |
| C                | Qazim Laçi             | Ajaccio             | prestito               |
| C                | Giōrgos Manthatīs      | PAS Giannina        | prestito               |
| C                | Manōlīs Siōpīs         | Paniōnios           | prestito               |
| A                | Óscar Cardozo          | Libertad            | definitivo             |
| A                | Alejandro Domínguez    | Rayo Vallecano      | svincolato             |
| A                | Nikos Vergos           | Vasas               | prestito               |
| Altre operazioni |                        |                     |                        |
| R.               | Nome                   | a                   | Modalità               |
| P                | Iason Gavalas          | Chania-Kissamikos   | prestito               |
| P                | Andreas Gianniōtīs     | Atromītos           | svincolato             |
| P                | Thōmas Triantafyllos   | GAS Veria           | definitivo             |
| D                | Mark Asigba            | Lamia               | definitivo             |
| D                | Antōnīs Fouasīs        | Chania-Kissamikos   | prestito               |
| D                | Antonis Karageorgis    | Chania-Kissamikos   | prestito               |
| D                | Epaminondas Pantelakis | Chania-Kissamikos   | prestito               |
| D                | Spyros Risvanīs        | Chania-Kissamikos   | prestito               |
| D                | Manōlīs Saliakas       | Chania-Kissamikos   | prestito               |
| D                | Ardit Toli             | Chania-Kissamikos   | prestito               |
| C                | Nicolás Martínez       | Apollōn Limassol    | prestito               |
| C                | Kōstas Megaritīs       | Chania-Kissamikos   | prestito               |
| C                | Kōstas Plegas          | Paniōnios           | svincolato             |
| C                | Dīmītrīs Tasioulīs     | Chania-Kissamikos   | prestito               |
| C                | Theofanīs Tzandarīs    | Panathīnaïkos       | svincolato             |
| A                | Anastasios Karamanos   | Rio Ave             | prestito               |
| A                | Giōrgos Xydas          | Chania-Kissamikos   | prestito               |

### Sessione invernale
| Acquisti         | Acquisti             | Acquisti         | Acquisti               |
| R.               | Nome                 | da               | Modalità               |
| ---------------- | -------------------- | ---------------- | ---------------------- |
| P                | Ivica Ivušić         | Istria 1961      | svincolato             |
| D                | Ehsan Hajsafi        | Paniōnios        | definitivo (0,6 mln €) |
| D                | Igor Silva           | Asteras Tripolīs | definitivo             |
| C                | Tarik Elyounoussi    | Qarabağ          | fine prestito          |
| A                | Kevin Mirallas       | Everton          | prestito               |
| A                | Nikos Vergos         | Vasas            | fine prestito          |
| Altre operazioni |                      |                  |                        |
| R.               | Nome                 | da               | Modalità               |
| A                | Anastasios Karamanos | Rio Ave          | fine prestito          |

| Cessioni         | Cessioni                | Cessioni     | Cessioni               |
| R.               | Nome                    | a            | Modalità               |
| ---------------- | ----------------------- | ------------ | ---------------------- |
| D                | Diogo Figueiras         | Braga        | definitivo (1,2 mln €) |
| D                | Hrvoje Milić            |              | svincolato             |
| D                | Jagoš Vuković           | Verona       | prestito               |
| C                | Mehdi Carcela-González  | Granada      | fine prestito          |
| C                | Tarik Elyounoussi       | AIK          | definitivo             |
| C                | Saša Zdjelar            | Partizan     | prestito               |
| A                | El Fardou Ben Nabouhane | Stella Rossa | definitivo (0,5 mln €) |
| A                | Emmanuel Emenike        | Las Palmas   | prestito               |
| Altre operazioni |                         |              |                        |
| R.               | Nome                    | a            | Modalità               |
| A                | Anastasios Karamanos    | Feirense     | prestito               |

## Risultati

### Souper Ligka Ellada

#### Girone d'andata
| Arbitro: | Karantōnīs (Emazia) |

|                                                        |           |                      |
| Fortounīs 33’ (rig.), 76’ Ansarifard 67’ Figueiras 74’ | Marcatori | 71’ (aut.) Figueiras |

| Arbitro: | Katsikogiannīs (Epiro) |

|  |           |                      |
|  | Marcatori | 29’ (rig.) Fortounīs |

| Arbitro: | Kalogeropoulos (Atene) |

|              |           |            |
| Lisgaras 43’ | Marcatori | 12’ Engels |

| Arbitro: | Koutsiautīs (Arta) |

|                       |           |                   |
| Đurđević 90+3’ (rig.) | Marcatori | 54’ (rig.) Manias |

| Arbitro: | Sidīropoulos (Dodecaneso) |

|                                          |           |                            |
| Christodoulopoulos 64’, 80’ Mantalos 89’ | Marcatori | 22’ Marin 46’ Odjidja-Ofoe |

| Arbitro: | Aretopoulos (Trikala) |

|  |           |                |
|  | Marcatori | 60’ Kivrakidīs |

| Arbitro: | Euangelou (Atene) |

|                                           |           |                                                    |
| Spiridonović 3’ Shojaei 83’ Durmishaj 84’ | Marcatori | 19’ Cissé 37’, 45’ Ansarifard 87’ (rig.) Fortounīs |

| Arbitro: | Kominīs (Tesprozia) |

|            |           |  |
| Engels 51’ | Marcatori |  |

| Arbitro: | Papapetrou (Atene) |

|                |           |  |
| Villafáñez 56’ | Marcatori |  |

| Arbitro: | Skoulas (Tessaglia) |

|                                                         |           |                  |
| Pardo 2’, 90’ Botía 19’ Cissé 32’ Ansarifard 68’ (rig.) | Marcatori | 88’ Papanikolaou |

| Arbitro: | Diamantopoulos (Arcadia) |

|                        |           |                 |
| Gillet 43’ Koutrīs 84’ | Marcatori | 68’ Giakoumakīs |

| Arbitro: | Zachariadīs (Macedonia) |

|                 |           |                                  |
| Gromītsarīs 16’ | Marcatori | 46’ Cissé 65’ Đurđević 68’ Marin |

| Arbitro: | Tzovaras (Ftiotide) |

|                                        |           |           |
| Elabdellaoui 31’ Ansarifard 80’, 90+4’ | Marcatori | 23’ Elbaz |

| Arbitro: | Papadopoulos (Macedonia) |

|                   |           |                                                 |
| Engels 27’ (aut.) | Marcatori | 6’, 62’ Fortounīs 66’ Ansarifard 90+1’ Đurđević |

| Arbitro: | Tzīlos (Larissa) |

|           |           |  |
| Marin 63’ | Marcatori |  |

#### Girone di ritorno
| Arbitro: | Diamantopoulos (Arcadia) |

|  |           |                                       |
|  | Marcatori | 54’ Marin 68’ Ansarifard 89’ Đurđević |

| Arbitro: | Sezos (Kilkis) |

|                         |           |  |
| Marin 9’ Ansarifard 37’ | Marcatori |  |

| Arbitro: | Karantōnīs (Emazia) |

|                                          |           |  |
| Ansarifard 26’ (rig.), 57’ Fortounīs 69’ | Marcatori |  |

| Arbitro: | Zachariadīs (Macedonia) |

|              |           |                       |
| Iglesias 21’ | Marcatori | 38’ (rig.) Ansarifard |

| Arbitro: | Papapetrou (Atene) |

|                |           |                                   |
| Ansarifard 82’ | Marcatori | 88’ Čyhryns'kyj 90+4’ Giakoumakīs |

| Arbitro: | Tzilos (Larissa) |

|                             |           |                       |
| Vasilakakīs 19’ Diguiny 66’ | Marcatori | 28’ Marin 90’ Hajsafi |

| Arbitro: | Neofitiadīs (Corinzia) |

|                  |           |  |
| Odjidja-Ofoe 49’ | Marcatori |  |

| Salonicco 25 febbraio 2018, ore 19:30 EET 23ª giornata | PAOK                      | 0 – 3 (A tavolino) referto | Olympiacos | Stadio Toumba\| Arbitro: \| Sidīropoulos (Dodecaneso) \| |
| Arbitro:                                               | Sidīropoulos (Dodecaneso) |                            |            |                                                          |

| Arbitro: | Euangelou (Atene) |

|                      |           |                    |
| Fortounīs 61’ (rig.) | Marcatori | 87’ (rig.) Mounier |

| Arbitro: | Tzovaras (Ftiotide) |

|  |           |                                                   |
|  | Marcatori | 14’ Romao 24’ Marin 35’ (rig.) Mirallas 58’ Cissé |

| Arbitro: | Koutsiautīs (Arta) |

|           |           |                |
| Niasse 4’ | Marcatori | 49’ Ansarifard |

| Arbitro: | Diamantopoulos (Arcadia) |

|                                                                    |           |             |
| Ansarifard 12’ Mirallas 45+2’ Fortounīs 51’ Engels 71’ Vrousai 87’ | Marcatori | 27’ Epstein |

| Arbitro: | Katsikogiannīs (Epiro) |

|             |           |  |
| Almpanīs 1’ | Marcatori |  |

| Arbitro: | Tzovaras (Ftiotide) |

|                                             |           |  |
| Romao 25’ Fortounīs 34’ Ansarifard 38’, 46’ | Marcatori |  |

| Arbitro: | Koubarakīs (Tracia occidentale) |

|                                       |           |  |
| Tzīmopoulos 54’ Conde 61’ Vidal 90+2’ | Marcatori |  |

### Coppa di Grecia

#### Fase a gironi
| Squadra           | P.ti | G | V | N | P | GF | GS | DR |
| ----------------- | ---- | - | - | - | - | -- | -- | -- |
| Olympiacos        | 7    | 3 | 2 | 1 | 0 | 6  | 2  | +4 |
| Asteras Tripolīs  | 6    | 3 | 2 | 0 | 1 | 6  | 3  | +3 |
| Chania-Kissamikos | 3    | 2 | 1 | 1 | 1 | 3  | 3  | 0  |
| Acharnaïkos       | 0    | 3 | 0 | 0 | 3 | 0  | 7  | -7 |

| Arbitro: | Neofitiadīs (Corinzia) |

|                         |           |               |
| Emenike 71’ (rig.), 78’ | Marcatori | 84’ Tsoukalas |

| Arbitro: | Gkamarīs (Atene) |

|  |           |                                   |
|  | Marcatori | 9’ Gillet 48’ Martins 90’ Emenike |

| Arbitro: | Sōtiriadīs (Lasithi) |

|                 |           |              |
| Apostolidīs 68’ | Marcatori | 30’ Đurđević |

#### Ottavi di finale
| Arbitro: | Katsikogiannīs (Epiro) |

|  |           |                          |
|  | Marcatori | 57’ Botía 78’ Ansarifard |

| Arbitro: | Koutsiautīs (Arta) |

|                     |           |  |
| Đurđević 68’, 90+2’ | Marcatori |  |

#### Quarti di finale
| Il Pireo 24 gennaio 2018, ore 19:30 EET Andata | Olympiacos                | 0 – 0 referto | AEK Atene | Stadio Geōrgios Karaiskakīs\| Arbitro: \| Sidīropoulos (Dodecaneso) \| |
| Arbitro:                                       | Sidīropoulos (Dodecaneso) |               |           |                                                                        |

| Arbitro: | Kominīs (Tesprozia) |

|                                   |           |                |
| Christodoulopoulos 57’ Araujo 73’ | Marcatori | 83’ Tachtsidīs |

### UEFA Champions League

#### Terzo turno preliminare
| Arbitro: | Massa |

|             |           |                                     |
| Tawamba 10’ | Marcatori | 6’, 56’ Ben Nabouhane 90+1’ Emenike |

| Arbitro: | Estrada Fernández |

|                                    |           |                        |
| Carcela-González 21’ Fortounīs 51’ | Marcatori | 33’ Sumah 86’ Đurđević |

#### Play-off
| Arbitro: | Zwayer |

|                              |           |           |
| Odjidja-Ofoe 66’ Romao 90+3’ | Marcatori | 41’ Héber |

| Arbitro: | Makkelie |

|  |           |           |
|  | Marcatori | 25’ Marin |

#### Fase a gironi
| Squadra          | Pt | G | V | N | P | GF | GS | DG |
| ---------------- | -- | - | - | - | - | -- | -- | -- |
| Barcellona       | 14 | 6 | 4 | 2 | 0 | 9  | 1  | +8 |
| Juventus         | 11 | 6 | 3 | 2 | 1 | 7  | 5  | +2 |
| Sporting Lisbona | 7  | 6 | 2 | 1 | 3 | 8  | 9  | -1 |
| Olympiacos       | 1  | 6 | 0 | 1 | 5 | 4  | 13 | −9 |

| Arbitro: | Kassai |

|                  |           |                                      |
| Pardo 89’, 90+3’ | Marcatori | 2’ Doumbia 13’ Martins 43’ Fernandes |

| Arbitro: | Stieler |

|                           |           |  |
| Higuaín 69’ Mandžukić 80’ | Marcatori |  |

| Arbitro: | Collum |

|                                         |           |              |
| Nikolaou 18’ (aut.) Messi 61’ Digne 64’ | Marcatori | 89’ Nikolaou |

| Il Pireo 31 ottobre 2017, ore 21:45 EET Girone D - 4ª giornata | Olympiacos | 0 – 0 referto | Barcellona | Stadio Geōrgios Karaiskakīs (31 600 spett.)\| Arbitro: \| Taylor \| |
| Arbitro:                                                       | Taylor     |               |            |                                                                     |

| Arbitro: | Zwayer |

|                               |           |                  |
| Dost 40’, 66’ Bruno César 44’ | Marcatori | 86’ Odjidja-Ofoe |

| Arbitro: | Fernández Borbalán |

|  |           |                               |
|  | Marcatori | 15’ Cuadrado 89’ Bernardeschi |

## Statistiche

### Statistiche di squadra
| Competizione        | Punti | In casa | In casa | In casa | In casa | In casa | In casa | In trasferta | In trasferta | In trasferta | In trasferta | In trasferta | In trasferta | Totale | Totale | Totale | Totale | Totale | Totale | DR  |
| Competizione        | Punti | G       | V       | N       | P       | Gf      | Gs      | G            | V            | N            | P            | Gf           | Gs           | G      | V      | N      | P      | Gf     | Gs     | DR  |
| ------------------- | ----- | ------- | ------- | ------- | ------- | ------- | ------- | ------------ | ------------ | ------------ | ------------ | ------------ | ------------ | ------ | ------ | ------ | ------ | ------ | ------ | --- |
| Souper Ligka Ellada | 57    | 15      | 11      | 2       | 2       | 34      | 10      | 15           | 7            | 4            | 4            | 29           | 18           | 30     | 18     | 6      | 6      | 63     | 28     | +35 |
| Coppa di Grecia     | 7     | 3       | 2       | 1       | 0       | 4       | 1       | 4            | 2            | 1            | 1            | 7            | 3            | 7      | 4      | 2      | 1      | 11     | 4      | +7  |
| Champions League    | 1     | 5       | 1       | 2       | 2       | 6       | 8       | 5            | 2            | 0            | 3            | 6            | 9            | 10     | 3      | 2      | 5      | 12     | 17     | -5  |
| Totale              | 65    | 23      | 14      | 5       | 4       | 44      | 19      | 24           | 11           | 5            | 8            | 42           | 30           | 47     | 25     | 10     | 12     | 86     | 49     | +37 |

### Andamento in campionato
| Giornata  | 1 | 2 | 3 | 4 | 5 | 6 | 7 | 8 | 9 | 10 | 11 | 12 | 13 | 14 | 15 | 16 | 17 | 18 | 19 | 20 | 21 | 22 | 23 | 24 | 25 | 26 | 27 | 28 | 29 | 30 |
| --------- | - | - | - | - | - | - | - | - | - | -- | -- | -- | -- | -- | -- | -- | -- | -- | -- | -- | -- | -- | -- | -- | -- | -- | -- | -- | -- | -- |
| Luogo     | C | T | T | C | T | C | T | C | T | C  | C  | T  | C  | T  | C  | T  | C  | C  | T  | C  | T  | C  | T  | C  | T  | T  | C  | T  | C  | T  |
| Risultato | V | V | N | N | P | P | V | V | P | V  | V  | V  | V  | V  | V  | V  | V  | V  | N  | P  | N  | V  | V  | N  | V  | N  | V  | P  | V  | P  |
| Posizione | 1 | 1 | 2 | 2 | 4 | 7 | 5 | 4 | 4 | 4  | 4  | 2  | 2  | 2  | 1  | 1  | 1  | 1  | 2  | 3  | 3  | 3  | 3  | 3  | 3  | 3  | 3  | 3  | 3  | 3  |

Legenda:

Luogo: C = Casa; T = Trasferta. Risultato: V = Vittoria; N = Pareggio; P = Sconfitta.